# یواس‌اس جاکانا (ای‌ام‌اس-۱۹۳)
یواس‌اس جاکانا (ای‌ام‌اس-۱۹۳) (به انگلیسی: USS Jacana (AMS-193)) یک کشتی بود که طول آن ۱۴۴ فوت ۳ اینچ (۴۳٫۹۷ متر) بود. این کشتی در سال ۱۹۵۵ ساخته شد.